# Павлон
Павло́н, или Пауло́н, или Павли́н (др.-греч. Παυλωνᾶν; лат. Paulinus; IV век- V век) — пресвитер, христианский писатель, сочинения которого не сохранились.
О Павлоне сообщают Ермий Созомен в книге «Церковная история» и Геннадий Массилийский в 3 главе книги «О знаменитых мужах». Павлон был учеником дьякона Ефрема. Он обладал острым умом, и хорошо знал Священное Писание. Ещё при жизни Ефрема Сирина Павлон прславился как богослов, благодаря своей способности без всякой на то подготовки составить проповедь. После смерти Ефрема, который был единственным авторитетом для Павлона, последний впал в ересь вместе с другим учеником Ефрема — Аранадом. Геннадий Массилийский цитирует слова Ефрема Сирина, сказанные им перед смертью Павлону: «Смотри, Павлин, не предавай себя в руки размышлений своих, но умаляй их. И сочтешь когда, что различил ты Господа, доверься вере, не разуму». Несмотря на предупреждение Ефрема, уклонение в ересь Павлона было очень сильным. Как сообщает Геннадий, благодаря этому уклонению, Павлон получил наименование — «новый Вардесан».
Прозвище «павлон» в России носили юнкера и выпускники Павловского военного училища.